# Мироновка (Бахчисарайский район)
Миро́новка (до 1948 года Альма́-Керме́н; укр. Миронівка, (крымскотат. Alma Kermen, Алма Кермен), ранее — Кун-Тийме́з (крымскотат. Kün Tiymez, Кунь Тиймез)) — упразднённое село в Бахчисарайском районе Республики Крым (согласно административно-территориальному делению Украины — Автономной Республики Крым), входило в состав Почтовского поссовета, в 1968 году включено в состав Малиновки.

## География
Село располагалось на самом северо-востоке района, на левом берегу долины реки Альмы, в своего рода каньоне на выходе из Внутренней гряды Крымских гор, на противоположной от Малиновки стороне.

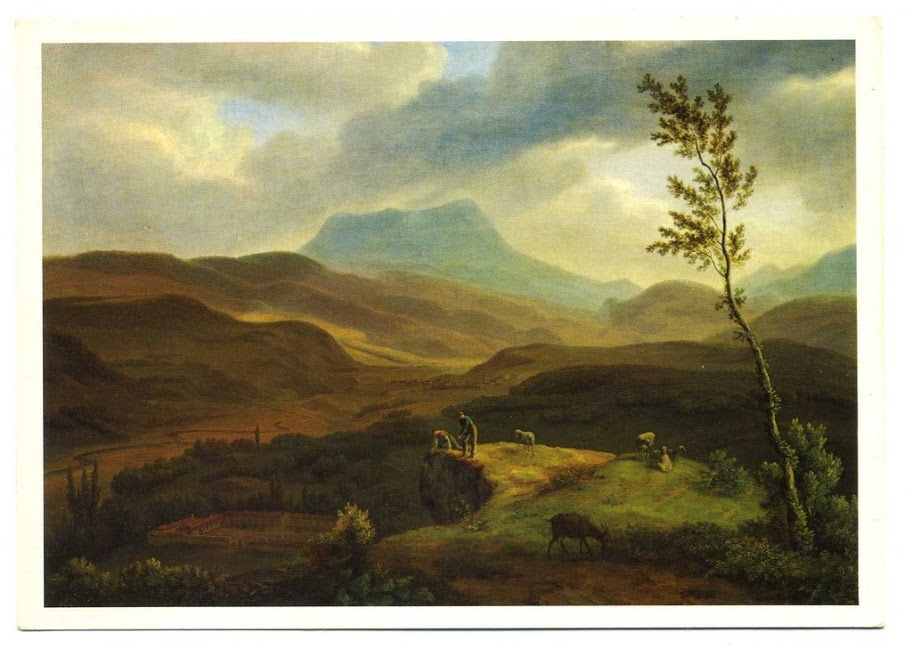
Жан-Кристоф Мивилль Вид на гору Чатыр-Даг и реку Альму в Крыму. 1814—1818 годы. На переднем плане Кун-Тиймез.

## Название
Историческое название села Кун-Тиймез означает в переводе с крымскотатарского «солнце не касается» (kün — солнце, день; tiymek — касаться, трогать; tiymez — не касается, не коснётся). Очевидно оно связано с тем, что село находилось у подножия расположенного к югу крутого скалистого берега Альмы, который закрывал солнце.

## История
Документов времён Крымского ханства с упоминанием деревни Кун-Тиймез не существует. Согласно составленному в первые годы российского правления в Крыму реестру мечетей и вакуфного имущества Кун-Тиймез (كون دكمز) — всего лишь один из трёх кварталов (приходов — маале) селения Кобазы. Как самостоятельная деревня под названием Гюндеймес впервые записан в Камеральном Описании Крыма 1784 года, в Бахчисарайском кадылыке Бахчисарайского каймаканства, но ни в Ведомости о всех селениях в Симферопольском уезде состоящих с показанием в которой волости сколько числом дворов и душ… от 9 октября 1805 года, ни на военно-топографической карте 1817 года деревня не значится. Судя по картине Жан-Кристофа Мивилля, на 1818 год на месте деревни располагался караван-сарай. Не упомянута она и в Ведомости о казённых волостях Таврической губернии от 31 августа 1829 года. Появляется название на карте 1836 года, на которой в деревне Куртеймес 15 дворов, а на карте 1842 года, обозначена условным знаком «менее 5 дворов» и, видимо, с этого времени Кун-Тиймез существует, как самостоятельная деревня, хотя в «Списке населённых мест Таврической губернии по сведениям 1864 года», составленном по результатам VIII ревизии, деревня не записана, а на трёхверстовой карте 1865—1876 года Куртыймес присутствует и обозначено, что в нём 14 дворов. В Памятной книге Таврической губернии 1889 года, составленной по результатам X ревизии 1887 года, Кун-Тыймез опять не значится, но есть деревня Малые Кобазы Мангушской волости с 23 дворами и 116 жителями, а на подробной карте 1890 года Кун-Тыймез с 18 дворами, населёнными крымскими татарами есть.
После земской реформы 1890-х годов деревню передали в состав новой Тав-Бодракской волости. По «…Памятной книжке Таврической губернии на 1892 год» в деревне Малая Кобаза (она же Кун-Таймез), входившей в Тав-Бадракское сельское общество, числилось 109 жителей в 18 домохозяйствах. По «…Памятной книжке Таврической губернии на 1902 год» в деревне Кабаза, входившей в Тав-Бадракское сельское общество, числилось 109 жителей в 16 домохозяйствах. В Статистическом справочнике Таврической губеррнии. Ч.1-я Статистический очерк, выпуск шестой: Симферопольский уезд, 1915 года Кун-Тыймез не фигурирует.

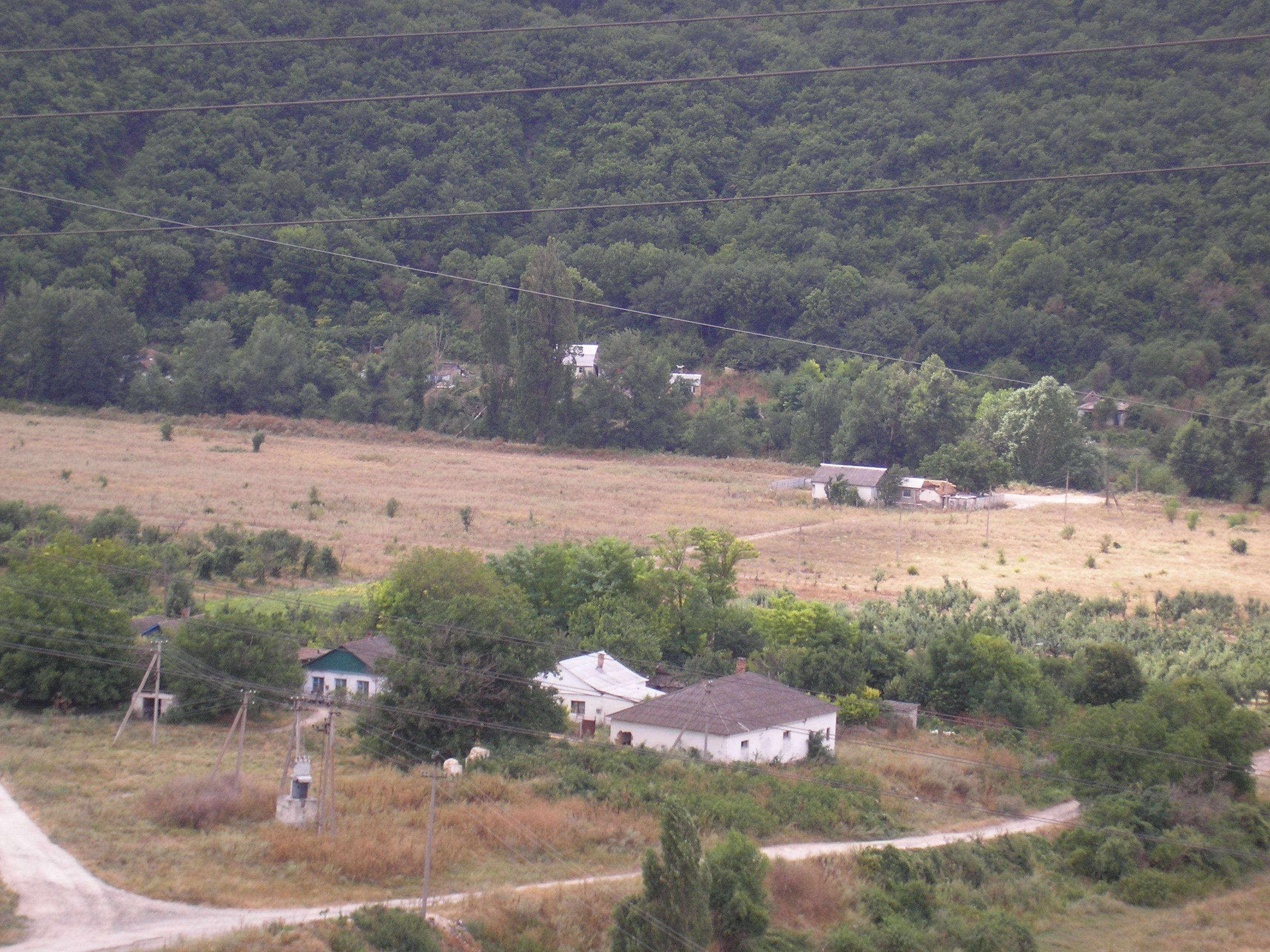
Остатки села на левом берегу Альмы
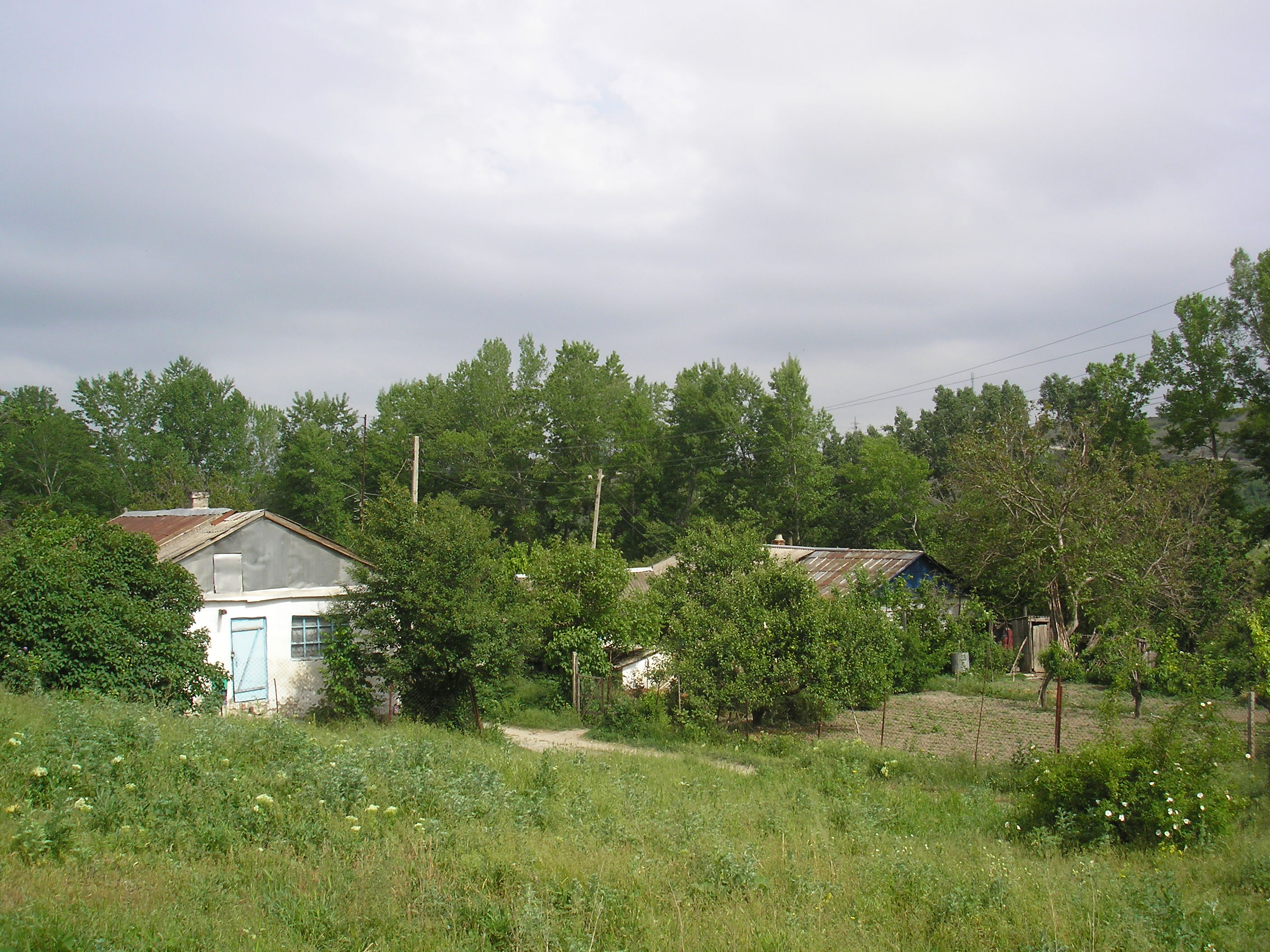
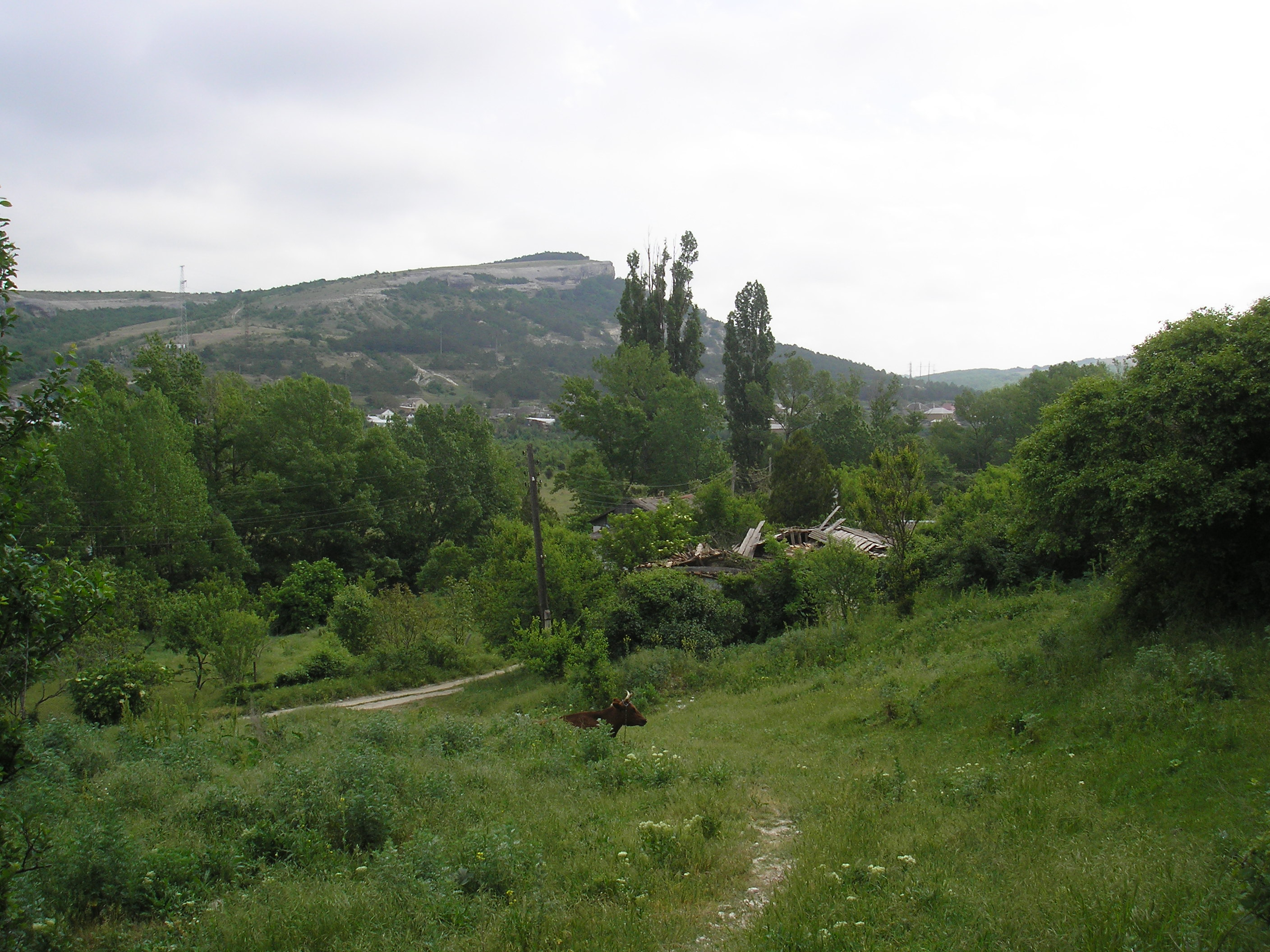
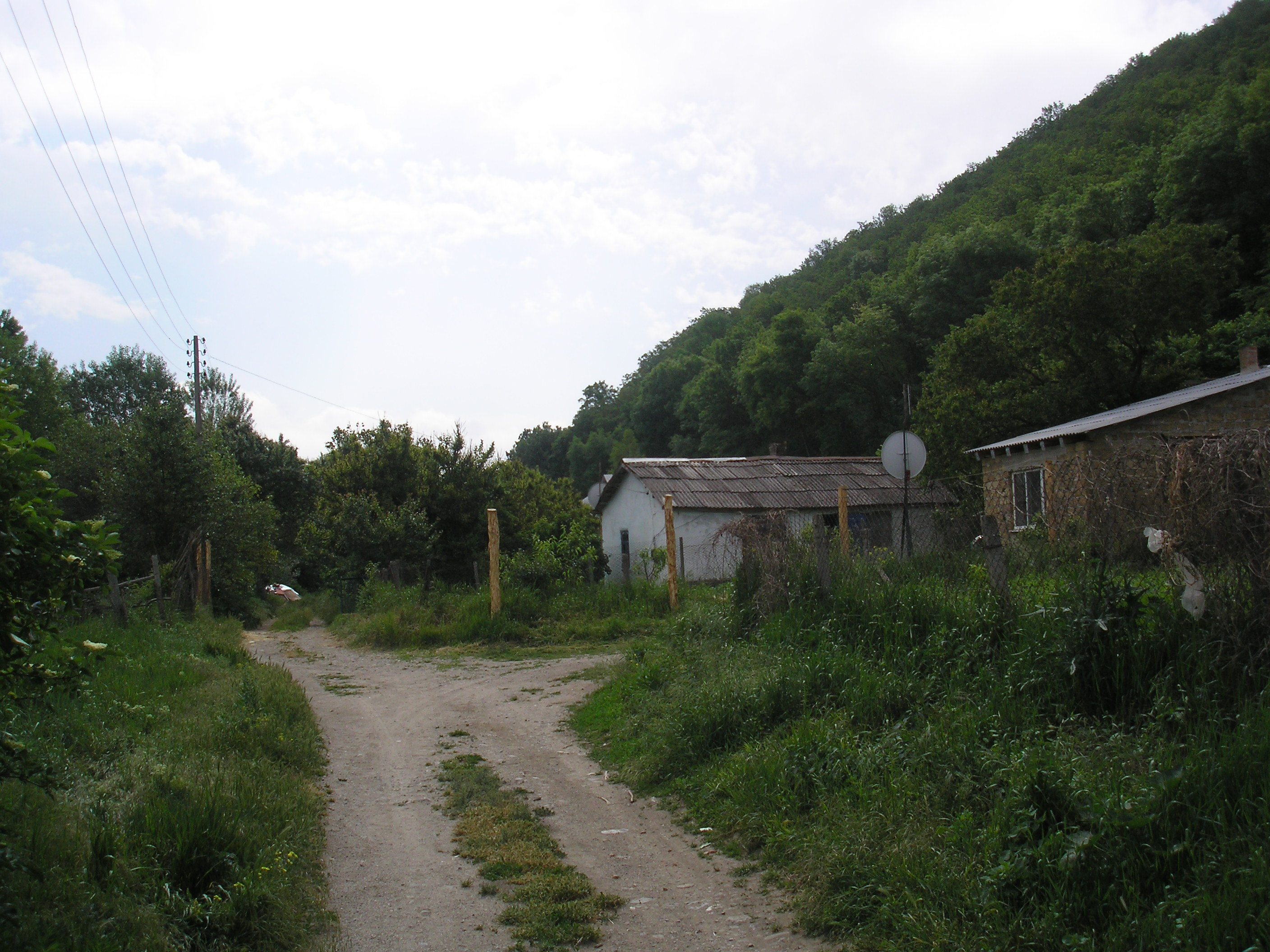
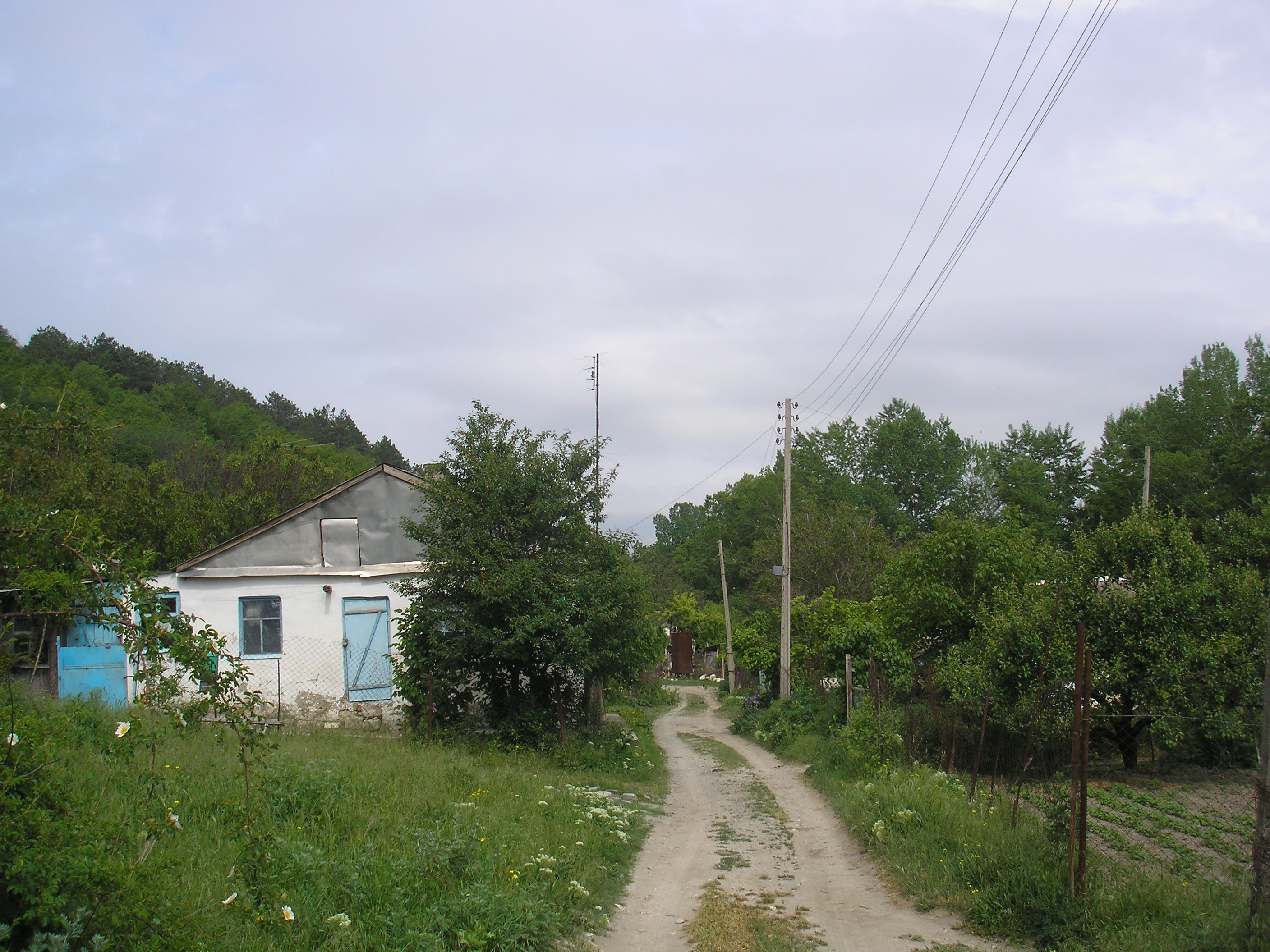

После установления в Крыму Советской власти, по постановлению Крымревкома от 8 января 1921 года была упразднена волостная система и село включили в состав Подгородне-Петровского района Симферопольского уезда, а в 1922 году уезды получили название округов. 11 октября 1923 года, согласно постановлению ВЦИК, в административное деление Крымской АССР были внесены изменения, в результате которых был ликвидирован Подгородне-Петровский район и образован Симферопольский и Кун-Тиймез включили в его состав. Согласно Списку населённых пунктов Крымской АССР по Всесоюзной переписи 17 декабря 1926 года, в селе Кун-Тиймез Базарчикского сельсовета Симферопольского района, числилось 34 двора, все крестьянские, население составляло 137 человек (62 мужчины и 75 женщин). В национальном отношении учтено: 106 татар, 29 русских, 2 украинца. Время переподчинения села Бахчисарайскому району пока точно не установлено, возможно, это результат постановления «О реорганизации сети районов Крымской АССР» от 30 октября 1930 года (на 1940 год село уже числилось в составе Бахчисарайского). Тогда же, впервые на километровой карте Генштаба Красной армии 1941 года появляется название Альма-Кермен, как и на двухкилометровке РККА 1942 года.
В 1944 году, после освобождения Крыма от фашистов, согласно Постановлению ГКО № 5859 от 11 мая 1944 года, 18 мая крымские татары были депортированы в Среднюю Азию. 12 августа 1944 года было принято постановление № ГОКО-6372с «О переселении колхозников в районы Крыма» по которому в район планировалось переселить 6000 колхозников и в сентябре 1944 года в район приехали первые новосёлы (2146 семей) из Орловской и Брянской областей РСФСР, а в начале 1950-х годов последовала вторая волна переселенцев из различных областей Украины. С 25 июня 1946 года Альма-Кермен в составе Крымской области РСФСР Указом Президиума Верховного Совета РСФСР от 18 мая 1948 года Альма-Кермен переименовали в Мироновку. 26 апреля 1954 года Крымская область была передана из состава РСФСР в состав УССР. В период с 1960 по 1968 год Мироновку присоединили к Малиновке.

### Динамика численности населения
- 1889 год — 116 чел.[10]
- 1892 год — 109 чел.[13]
- 1902 год — 109 чел.[14]
- 1926 год — 137 чел.[19]